# Nanofabrică
O nanofabrică este un sistem propus prin care nanomașini, adică construcții la nivel nanometric, combină molecule reactive prin mecanosinteză, construind părți mai mari și precise la nivel atomic. Acestea, la rândul lor, sunt asamblate de alte mecanisme să creeze părți macroscopice foarte precise, care pot fi folosite în construirea infrastructurii sau a tehnologiei (de exemplu țevi, plase, geamuri, etc.)
Nanofabrica ar trebui să se potrivească într-un dispozitiv mic amplasat la locul de muncă - așa cum și-a imaginat Eric Drexler în lucrarea sa "Nanosystems: Molecular Machinery, Manufacturing and Computation". În ultimul deceniu, mulți autori și-au propus conceptele pentru o nanofabrică. Unele de ele se regăsec în lucrarea lui Robert Freitas și Ralph Merkle "Kinematic Self-Replicating Machines (2004)". Cooperarea privind dezvoltarea unei nanofabrici, pusă la cale de Robert Freitas și Ralph Merkle în 2000, a reunit 23 de cercetători din 10 organizații și 4 țări care au elaborat un plan, axat, în principal, pe dezvoltarea nanofabricilor din structuri asemănătoare diamantelor.
Începând cu 2007, Consiliul britanic de cercetare în domeniul ingineriei și al științelor fizice a finanțat dezvoltarea de asamblatori moleculari asemănători ribozomilor. În mod clar, asamblatoarele moleculare sunt posibile în acest sens limitat. Un proiect de foaie de parcurs tehnologic, condus de Battelle Memorial Institute și găzduit de mai multe laboratoare naționale din SUA, a explorat o serie de tehnologii de fabricare cu precizie atomică, inclusiv perspectivele de primă generație și pe termen lung pentru asamblarea moleculară programabilă; raportul a fost publicat în decembrie 2007. În 2008, Engineering and Physical Sciences Research Council a oferit o finanțare de 1,5 milioane de lire sterline pe o perioadă de șase ani pentru cercetări care vizează mecanosinteza mecanizată, în parteneriat cu Institute for Molecular Manufacturing, printre altele.
De asemenea, termenul "asamblor molecular" a fost folosit în science fiction și în cultura populară pentru a se referi la o gamă largă de nanomașini fantastice care manipulează atomii, multe dintre acestea putând fi imposibil de realizat în realitate. O mare parte din controversele legate de "asamblatorii moleculari" rezultă din confuzia în utilizarea denumirii atât pentru concepte tehnice, cât și pentru fantezii populare. În 1992, Drexler a introdus termenul înrudit, dar mai bine înțeles, de "fabricație moleculară", pe care l-a definit ca fiind "sinteza chimică programată a structurilor complexe prin poziționarea mecanică a moleculelor reactive, nu prin manipularea atomilor individuali".
Acest articol discută în principal despre "asamblatorii moleculari" în sensul popular. Printre acestea se numără mașinile ipotetice care manipulează atomi individuali și mașinile cu abilități de autoreplicare asemănătoare cu cele ale unui organism, mobilitate, capacitatea de a consuma hrană și așa mai departe. Acestea sunt destul de diferite de dispozitivele care pur și simplu (conform definiției de mai sus) "ghidează reacțiile chimice prin poziționarea moleculelor reactive cu precizie atomică".
Deoarece asamblatoarele moleculare sintetice nu au fost niciodată construite și din cauza confuziei cu privire la semnificația termenului, a existat o mare controversă cu privire la faptul dacă "asamblatoarele moleculare" sunt posibile sau sunt pur și simplu science fiction. Confuzia și controversele provin, de asemenea, din clasificarea lor ca nanotehnologie, care este un domeniu activ de cercetare de laborator care a fost deja aplicat la producția de produse reale; cu toate acestea, până de curând, nu au existat eforturi de cercetare în ceea ce privește construcția efectivă a "asamblatorilor moleculari".
Cu toate acestea, o lucrare din 2013 a grupului lui David Leigh, publicată în revista Science, detaliază o nouă metodă de sintetizare a unei peptide într-o manieră specifică unei secvențe, utilizând o mașină moleculară artificială care este ghidată de un fir molecular. Aceasta funcționează în același mod în care un ribozom construiește proteine prin asamblarea aminoacizilor în conformitate cu un proiect de ARN mesager. Structura mașinii se bazează pe un rotaxan, care este un inel molecular care alunecă de-a lungul unui ax molecular. Inelul poartă o grupare tiolată care îndepărtează aminoacizii în ordine succesivă de pe axă, transferându-i la un sit de asamblare a peptidelor. În 2018, același grup a publicat o versiune mai avansată a acestui concept, în care inelul molecular face naveta de-a lungul unei piste polimerice pentru a asambla o oligopeptidă care se poate plia într-un α-helix care poate efectua epoxidarea enantioselectivă a unui derivat de chalcone (într-un mod care amintește de ribozomul care asamblează o enzimă). Într-o altă lucrare publicată în Science în martie 2015, chimiștii de la Universitatea din Illinois raportează o platformă care automatizează sinteza a 14 clase de molecule mici, cu mii de elemente constitutive compatibile.
În 2017, grupul lui David Leigh a raportat un robot molecular care ar putea fi programat să construiască oricare dintre cei patru stereoizomeri diferiți ai unui produs molecular prin utilizarea unui braț robotic nanomecanic pentru a muta un substrat molecular între diferite situsuri reactive ale unei mașini moleculare artificiale. Un articol însoțitor din News and Views, intitulat "Un asamblor molecular", a prezentat funcționarea robotului molecular ca fiind efectiv un asamblor molecular prototipic.

## Nanofactoriile
O nanofabrică este un sistem propus în care nanomașinile (asemănătoare cu asamblatoarele moleculare sau cu brațele roboților industriali) ar combina moleculele reactive prin mecanosinteză pentru a construi piese mai mari, cu precizie atomică. Acestea, la rândul lor, ar fi asamblate prin mecanisme de poziționare de dimensiuni asortate pentru a construi produse macroscopice (vizibile), dar tot de precizie atomică.

O nanofabrică tipică ar încăpea într-o cutie de birou, în viziunea lui K. Eric Drexler, publicată în Nanosystems: Molecular Machinery, Manufacturing and Computation (1992), o lucrare notabilă de "inginerie exploratorie". Pe parcursul anilor 1990, alții au extins conceptul de nanofabrică, inclusiv o analiză a asamblării convergente a nanofabricii de către Ralph Merkle, o proiectare de sisteme a unei arhitecturi de nanofabrică de replicare de către J. Storrs Hall, "Asamblatorul universal" al lui Forrest Bishop, procesul de asamblare exponențială patentat de Zyvex și o proiectare de sisteme de nivel superior pentru o "nanofabrică primitivă" de către Chris Phoenix (director de cercetare la Center for Responsible Nanotechnology). Toate aceste modele de nanofabrici (și multe altele) sunt rezumate în capitolul 4 din Kinematic Self-Replicating Machines (2004) de Robert Freitas și Ralph Merkle. Colaborarea Nanofactory, fondată de Freitas și Merkle în 2000, este un efort continuu și concentrat care implică 23 de cercetători din 10 organizații și 4 țări, care dezvoltă o agendă practică de cercetare care vizează în mod specific mecanosinteza diamantului controlată prin poziție și dezvoltarea nanofactoriei diamondoide.
În 2005, John Burch, în colaborare cu Drexler, a realizat un scurt film de animație pe calculator despre conceptul de nanofabrică. Astfel de viziuni au făcut obiectul multor dezbateri, la mai multe niveluri intelectuale. Nimeni nu a descoperit o problemă insurmontabilă în ceea ce privește teoriile care stau la baza acestora și nimeni nu a demonstrat că teoriile pot fi transpuse în practică. Cu toate acestea, dezbaterea continuă, o parte din ea fiind rezumată în articolul despre nanotehnologia moleculară.
Dacă s-ar putea construi nanofabrici, perturbarea gravă a economiei mondiale ar fi unul dintre multele efecte negative posibile, deși s-ar putea argumenta că această perturbare ar avea un efect negativ redus dacă toată lumea ar avea astfel de nanofabrici. De asemenea, s-ar anticipa mari beneficii. Diferite lucrări de science-fiction au explorat aceste concepte și altele similare. Potențialul unor astfel de dispozitive a făcut parte din mandatul unui important studiu britanic condus de profesorul de inginerie mecanică Dame Ann Dowling.

## Auto-replicare
"Asamblatorii moleculari" au fost confundați cu mașinile care se autoreplică. Pentru a produce o cantitate practică a unui produs dorit, dimensiunea la scară nanometrică a unui asamblor molecular universal tipic de science fiction necesită un număr extrem de mare de astfel de dispozitive. Cu toate acestea, un singur astfel de asamblor molecular teoretic ar putea fi programat să se autoreplice, construind multe copii ale sale. Acest lucru ar permite o rată exponențială de producție. Apoi, după ce ar fi disponibile cantități suficiente de asamblatoare moleculare, acestea ar fi reprogramate pentru a produce produsul dorit. Cu toate acestea, dacă autoreplicarea asamblatorilor moleculari nu ar fi limitată, ar putea duce la concurență cu organismele naturale. Acest lucru a fost numit ecofagie sau problema "Grey Goo".
O metodă de construire a asamblatorilor moleculari constă în imitarea proceselor evolutive utilizate de sistemele biologice. Evoluția biologică are loc prin variație aleatorie combinată cu eliminarea variantelor mai puțin reușite și reproducerea variantelor mai reușite. Producția de asamblatoare moleculare complexe ar putea evolua din sisteme mai simple, deoarece "Un sistem complex care funcționează se dovedește invariabil că a evoluat dintr-un sistem simplu care a funcționat. . . . Un sistem complex conceput de la zero nu funcționează niciodată și nu poate fi reparat pentru a funcționa. Trebuie să o iei de la capăt, pornind de la un sistem care funcționează." Cu toate acestea, majoritatea ghidurilor de siguranță publicate includ "recomandări împotriva dezvoltării ... modelelor de replicatori care permit supraviețuirea mutațiilor sau evoluția".
Majoritatea modelelor de asamblor păstrează "codul sursă" în afara asamblorului fizic. La fiecare etapă a unui proces de fabricație, acea etapă este citită dintr-un fișier obișnuit de calculator și "difuzată" către toate asamblatoarele. În cazul în care un asamblor iese din raza de acțiune a acelui calculator, sau când legătura dintre acel calculator și asamblatoare este întreruptă, sau când acel calculator este deconectat, asamblatoarele încetează să se mai reproducă. O astfel de "arhitectură de difuzare" este una dintre caracteristicile de siguranță recomandate de "Foresight Guidelines on Molecular Nanotechnology", iar o hartă a spațiului de proiectare a replicatorilor cu 137 de dimensiuni, publicată recent de Freitas și Merkle, oferă numeroase metode practice prin care replicatorii pot fi controlați în condiții de siguranță printr-o bună proiectare.

## Dezbaterea Drexler și Smalley
Articol principal: Dezbaterea Drexler-Smalley privind nanotehnologia moleculară
Unul dintre cei mai vehemenți critici ai unor concepte de "asamblori moleculari" a fost profesorul Richard Smalley (1943-2005), care a primit premiul Nobel pentru contribuțiile sale la domeniul nanotehnologiei. Smalley credea că astfel de asamblatoare nu sunt posibile din punct de vedere fizic și a introdus obiecții științifice la adresa lor. Cele două obiecții tehnice principale ale sale au fost denumite "problema degetelor grase" și "problema degetelor lipicioase". El credea că acestea ar exclude posibilitatea unor "asamblatoare moleculare" care să funcționeze prin selectarea și plasarea cu precizie a atomilor individuali. Drexler și colaboratorii săi au răspuns la aceste două probleme într-o publicație din 2001.
Smalley a crezut, de asemenea, că speculațiile lui Drexler privind pericolele apocaliptice ale mașinilor autoreplicatoare care au fost asimilate cu "asamblatoarele moleculare" ar amenința sprijinul public pentru dezvoltarea nanotehnologiei. Pentru a aborda dezbaterea dintre Drexler și Smalley cu privire la asamblatorii moleculari, Chemical & Engineering News a publicat un punct de vedere și un contrapunct constând într-un schimb de scrisori care abordau aceste probleme.

## Reglementare
Speculațiile privind puterea sistemelor care au fost denumite "asamblori moleculari" au declanșat o discuție politică mai amplă privind implicațiile nanotehnologiei. Acest lucru se datorează în parte faptului că nanotehnologia este un termen foarte larg și ar putea include "asamblori moleculari". Discuția privind posibilele implicații ale asamblatorilor moleculari fantastici a determinat apeluri pentru reglementarea nanotehnologiei actuale și viitoare. Există preocupări foarte reale cu privire la impactul potențial asupra sănătății și ecologic al nanotehnologiei integrate în produsele fabricate. Greenpeace, de exemplu, a comandat un raport privind nanotehnologia în care își exprimă îngrijorarea cu privire la toxicitatea nanomaterialelor care au fost introduse în mediu. Cu toate acestea, raportul nu face decât referiri trecătoare la tehnologia "asamblatorului". Societatea Regală și Academia Regală de Inginerie din Regatul Unit au comandat, de asemenea, un raport intitulat "Nanoștiința și nanotehnologiile: oportunități și incertitudini" privind implicațiile sociale și ecologice mai mari ale nanotehnologiei. Acest raport nu discută amenințarea reprezentată de așa-numitele "asamblatoare moleculare" potențiale.

## Verificare științifică
În 2006, Academia Națională de Științe a Statelor Unite a emis un raport, care a investigat posibilitatea apariției reale a producției moleculare. În urma analizării componentei tehnice a cărții "Nanosystems" sa ajuns la concluzia că concluziile teoretice făcute în carte nu pot fi considerate finale și că modalitățile de realizare a sistemelor descrise nu pot fi prezise cu încredere. Sa recomandat efectuarea unor studii experimentale suplimentare pentru îmbunătățirea cunoștințelor științifice în acest domeniu.
"Deși în prezent se pot face calcule teoretice, gama de cicluri de reacții chimice, ratele de eroare, viteza de funcționare și eficiența termodinamică a unor astfel de sisteme de fabricație de jos în sus nu pot fi prezise în mod fiabil în acest moment. Astfel, perfecțiunea și complexitatea produselor fabricate, deși pot fi calculate în teorie, nu pot fi prezise cu încredere. În cele din urmă, căile optime de cercetare care ar putea conduce la sisteme care depășesc cu mult eficiența termodinamică și alte capacități ale sistemelor biologice nu pot fi prezise în mod fiabil în acest moment. Finanțarea cercetării care se bazează pe capacitatea cercetătorilor de a produce demonstrații experimentale care să facă legătura cu modelele abstracte și să ghideze viziunea pe termen lung este cea mai potrivită pentru a atinge acest obiectiv."

## Grey goo
Un scenariu potențial care a fost imaginat este cel al asamblatorilor moleculari autoreplicanți scăpați de sub control, sub forma unui "grey goo" care consumă carbon pentru a-și continua replicarea. Dacă nu este controlată, o astfel de replicare mecanică ar putea consuma ecoregiuni întregi sau întregul Pământ (ecofagie), sau ar putea pur și simplu să concureze formele de viață naturale pentru resursele necesare, cum ar fi carbonul, ATP sau lumina UV (cu care funcționează unele exemple de nanomotoare). Cu toate acestea, scenariile de ecofagie și "grey goo", precum asamblatorii moleculari sintetici, se bazează pe tehnologii încă ipotetice care nu au fost încă demonstrate experimental.